# P-05C
docomo PRIME series P-05C（ドコモ プライム シリーズ ピー ゼロ ご シー）は、パナソニック モバイルコミュニケーションズによって開発された、NTTドコモの第三世代携帯電話（FOMA）端末であるdocomo PRIME seriesの一つである。

## 概要
2010年12月に発売されたLUMIX Phone P-03Cの後継の機種である。LUMIX Phoneとしては2代目の機種であると同時にフィーチャーフォン向けとしては最後の機種である。P-03Cと比べて大きく変わった点としては世界初となる光学式の手振れ補正（O.I.S = Optical Image Stabilizer）を採用した点となる。これはジャイロセンサーで端末の傾きを検知するとカメラユニットが手ブレを打ち消すように動くという補正方法となり、電子式の手振れ補正以上に動きの早い被写体の撮影や暗闇での撮影がぶれなく撮影できる。またこのセンサーにより傾き確度を検出して、カメラが傾いていても水平な状態で撮影できるようにする水準器も用意されている。またこの光学式の手振れ補正は動画の撮影においても有効となっており、歩きながら動画を撮影する際などでもスムーズに揺れのすくない動画を撮影できる。
P-03Cと同様LUMIXで採用されている画像処理エンジンである「Mobile VenusEngine」が搭載され、色再現性や、超解像度技術、暗部補正などが行え、最大13M（4160 × 3120）の画像の撮影が可能となる。
カメラの起動は約0.5秒と早く、また、起動したら被写体にカメラを向けるだけで、おまかせiA(インテリジェントオート)機能が働き、シーンを認識して適切な設定で撮影することが可能となる。
静止画では1920×1080サイズの3D写真を撮影できる他1920×1080サイズのフルHD動画の撮影も可能となっている。
フラッシュも進化し従来よりも緑や赤の色再現性に優れた高演色フラッシュを搭載している。これにより暗がりでも人の肌などもきれいに撮影できる。
カメラのソフトウェア面の機能としては、マイカラ（アート）とよばれる画像処理機能が搭載されている。これは撮影した写真を特殊レンズやPhotoShopで編集したような画像処理を端末なしで行える機能で、以下のようなものがある。
- ミニチュア
- ソフトフォーカス
- ピンホール

その他に被写体を多彩な色表現で写真を撮影できるマイカラーモードが搭載されており、白黒やセピアはもちろん落ち着いた色合いに写すシック、はっきりと写すポップなどもある。
顔認識、ペット認識といった、近年の高機能カメラ搭載機種の特徴的な機能も搭載されている。
筐体のデザインもP-03Cとはおおきな変化はなく、スライド式の静電式、フルタッチパネル対応で、端末中央にはくるくる回しながら機能選択やアドレス帳の選択がすばやくできるスピードセレクターが搭載されている。スライドを閉じると一見デジタルカメラを思わすような大きなカメラとLUMIXのロゴが目立つ。

### ピクチャジャンプ機能
P-03Cと同様に、P-05Cでもピクチャジャンプといわれる機能が搭載されている。本端末の液晶部分には静電式のタッチパネルが搭載されていて、タッチ操作で写真を自由に操作できる。写真の一覧画面から画像を選択し、指定した方向へドラッグすると無線LANを利用してPCへ自動でバックアップされたりDLNA対応のDIGAへ転送させたりできる。またメールやSNSへ添付投稿・送信が可能となる。また左へドラッグするとお気に入りにチェックが入り、下へドラッグするとゴミ箱へ入れられる。また拡大した写真を左右に動かすと、ページをめくるような動作となり、また指で画像の拡大縮小を直感的に行うことも可能となる。また撮った写真をタッチパネルを利用し、いろいろとデコレーションすることもできる。P-05Cからは、パナソニックの無料写真共有サイト「PicMate」へ写真をアップロードしたりmixiやGREEへ写真をアップロードする機能も搭載された。また撮影した写真には、分類用にラベルを設定したり、表示させるメモを入力できる。

### その他機能
通信機能ではP-03Cと同様、FOMAハイスピード（下り最大7.2Mbps、上り最大2Mbps）に対応するほか、Wi-Fi通信もサポートする。Wi-FiにおいてはP-05CがモバイルWi-Fiルータの役割を果たすアクセスポイントモード機能も搭載し、パソコンやニンテンドーDSなどを子機にして通信を行うことができる。
DLNA機能搭載のDIGAがあれば、上述のようにWi-Fiで接続して、写真や動画をWi-Fi経由で送ることも可能であり、逆にDIGAに保存してある録画番組をP-05Cでストリーミング再生することができる。
パナソニックならではの、ムダを見つけて自分でエコするエコナビ機能も搭載されている。
NTTドコモの2011年夏モデルの新サービスである、長時間の動画ストリーミング再生が可能な50メガiモーションや着うたや動画などのコンテンツをまとめてダウンロードできるコンテンツパッケージにも対応している。
簡単デコメ機能が搭載されている。

## 主な対応サービス
| 主な対応サービス                   | 主な対応サービス                                                    | 主な対応サービス                       | 主な対応サービス                                     |
| ---------------------------------- | ------------------------------------------------------------------- | -------------------------------------- | ---------------------------------------------------- |
| タッチパネル                       | FOMAハイスピード （送信2.0Mbps/受信7.2Mbps）                        | Bluetooth                              | DCMX／おサイフケータイ                               |
| iアプリオンライン／地図アプリ      | 直感ゲーム／メガiアプリ                                             | iウィジェット                          | マチキャラ／iコンシェル（※）                         |
| ホームU／ポケットU                 | GPS（※）／ケータイお探し                                            | デコメール／デコメ絵文字／デコメアニメ | iチャネル                                            |
| 着もじ                             | テレビ電話/キャラ電                                                 | ケータイデータお預かりサービス         | フルブラウザ                                         |
| おまかせロック／バイオ認証         | 外部メモリーへiモードコンテンツ移行／ユーザーデータ一括バックアップ | トルカ                                 | iC通信／iCお引越しサービス                           |
| きせかえツール／ダイレクトメニュー | バーコードリーダ／名刺リーダ                                        | 2in1                                   | エリアメール／ソフトウェアーアップデート自動更新     |
| GSM／3Gローミング（WORLD WING）    | 着うたフル／うた・ホーダイ                                          | Music&Videoチャネル／ビデオクリップ    | デジタルオーディオプレーヤー(WMA)(AAC)(SDオーディオ) |

※オートGPS対応

## プリインストールアプリ
以下のiアプリやiウィジェットがプリインストールされている[他、ドコモマーケットなどから様々なアプリケーションをダウンロードし、追加でインストールが可能となっている。
| - リバーシ - ハイパー四川省 - モバイルGoogleマップ - MUSICアプリ - DCMX クレジットアプリ - iD 設定アプリ - ドコモWebメール - E★エブリスタアプリ - Gガイド番組表リモコン - iCタグリーダー - モバイルSuiCa登録用iアプリ - おサイフケータイWebプラグイン - 地図アプリ - マクドナルド トクするアプリ - 楽オク☆アプリ - iアプリバンキング | - Start！iウィジェット - 今の為替と株価 - iWウォッチ - i Bodymo - お天気アプリ - かざす請求書 - ドコモ料金案内 - いつもNAVI ［海外］ - FOMA通信環境確認アプリ - 電子マネー「nanaco」 - ゴールドポイントカード - ビックポイント機能付きケータイ - モバイルAMCアプリ - i アバターメーカー - いっしょにデコ |

## 沿革
- 2011年3月1日 - JATE通過
- 2011年4月20日 - FCC通過
- 2011年5月16日 - NTTドコモより発表される。
- 2011年7月15日 - 発売開始 。[3]

## 不具合
2012年3月7日に以下の不具合の修正がソフトウェアの更新でなされた。
- 携帯電話（本体）で撮影した動画が、正常に再生されない場合がある。